# Botia rostrata
Botia rostrata és una espècie de peix de la família dels cobítids i de l'ordre dels cipriniformes.

## Morfologia
- Fa 20 cm de llargària màxima.
- Les femelles són, generalment, més grosses que els mascles i poden arribar a ésser extremadament voluminoses quan són plenes d'ous.[2][3][4]

## Alimentació
És un depredador que es nodreix de larves d'insectes i d'organismes bentònics.

## Hàbitat i distribució geogràfica
És un peix d'aigua dolça, demersal i de clima tropical, el qual viu als rierols de muntanya i rius de les conques dels rius Brahmaputra i Ganges a l'Índia (Arunachal Pradesh, Mizoram, Assam, el nord de Bengala Occidental, Manipur, Tripura, Meghalaya, Nagaland i, potser també, en altres estats del nord-est del país), Bangladesh i les conques dels rius Salween i Irauadi a la Xina (Yunnan).

## Amenaces
Les seues principals amenaces són les explotacions mineres (com ara, l'extracció de sorra) i la pesca destructiva mitjançant verins i electrocució.

## Vida en captivitat
Pot viure en aquaris que tinguin com a mínim 200 litres de capacitat i refugis per poder amagar-s'hi. S'adapta molt bé a diferents nivells de pH, però prefereix l'aigua tova i lleugerament àcida, una temperatura d'entre 22 i 27 °C i llum tènue.

## Observacions
És inofensiu per als humans.